# Bromma KFUK-KFUM Volleyboll
Bromma KFUK-KFUM Volleyboll var volleybollsektionen av Bromma KFUK-KFUM. Volleybollklubben bildades 1962, medan den lokala KFUM-föreningen som den är en del av bildades 1935. Under volleybollens framväxt i Sverige hade klubben betydande framgångar med 10 säsonger i damernas elitserie och 8 säsonger i herrarnas  elitserie. Klubben var även en av arrangörerna av Volleyfestivalen. Klubben gick i maj 2019 samman med Södermalms VBK, som fortsatte verksamheten under det namnet. Denna föreningen gick i sin tur samman med Stockholms Vingar i augusti 2021, som återigen fortsatte under Södermalmsnamnet. 